# فوتر فيغورست
فوتر فرانسوا ماريا فيغورست (بالهولندية: Wout François Maria Weghorst)‏ (7 أغسطس 1992 ب‍بورنه في هولندا - ) هو لاعب كرة قدم هولندي يلعب مع نادي هوفنهايم، ومنتخب هولندا لكرة القدم في مركز الهجوم.

## وصلات خارجية
- فوتر فيغورست على موقع الاتحاد الأوربي (الإنجليزية)
- فوتر فيغورست على موقع اتحاد تركيا (لاعب) (الإنجليزية)
- فوتر فيغورست على موقع قاعدة بيانات كرة القدم.إي يو (الإنجليزية)
- فوتر فيغورست على موقع ليكيب (الفرنسية)
- فوتر فيغورست على موقع ناشيونال فوتبول تيمز (الإنجليزية)
- فوتر فيغورست على موقع Soccerbase.com (لاعب) (الإنجليزية)
- فوتر فيغورست على موقع Soccerway.com (الإنجليزية)
- فوتر فيغورست على موقع عالم كرة القدم.نت (الإنجليزية)
- فوتر فيغورست على موقع AS.com (الإسبانية)